# 東海大学専門職大学院組込み技術研究科
東海大学専門職大学院組込み技術研究科（とうかいだいがくせんもんしょくだいがくいんくみこみぎじゅつけんきゅうか、英称：Professional Graduate School, Embedded Technology)は、組込みシステム技術を専攻とする、東海大学の専門職大学院研究科である。港区にある同大学の高輪キャンパスに本拠があった。2012年度より学生募集停止。

## 概要
2007年度に、東海大学専門職大学院の1つとして開設された。専攻は「組込み技術専攻」の1専攻がある。日本で唯一の組込みシステムに特化した実務・実践的な教育を行うICT専門職大学院であり、教員の殆どが民間企業や行政機関で活躍している実務経験者で構成されている。教員の出身／勤務先企業は、教授(オプテック、日立製作所、日本電気、ルネサスソリューションズ、東陽テクニカ、コア、NTT、ガートナージャパン)、准教授(日立ソフトウェアエンジニアリング)、客員教授(東芝、NECエレクトロニクス、dSPACE Japan、東京都立大学)、客員准教授(日本マイクロソフト、ゼンテック・テクノロジー・ジャパン)、非常勤講師(ガイア・システム・ソリューション、dSPACE Japan）など。
日本経団連から「高度ICT人材育成」における協力拠点校として認定されており、組込み技術者として即戦力となる人材、また、組込み開発における次世代リーダとなりうる人材の育成を目指している。
修了者は「組込み技術修士（専門職）」の専門職学位が授与される。英名は、"Master of Embedded Technology (Professional)" 。
カリキュラムは経済産業省と独立行政法人 情報処理推進機構で策定した組込みスキル標準(ETSS)に準拠しており、座学に加え、実践さながらの課題にチームで取り組む演習を重視している。
日本マイクロソフトやゼンテック・テクノロジー・ジャパン、dSPACE Japanなど、組込みシステム開発ツールの分野において先進的な企業が提供する単位取得可能な講義や、組込みオペレーティングシステムの仕様であるuITRONの講座も外部から講師を呼び、年1回程度開講されている。
学生は、コンピュータ室、プロジェクト室、実験室、図書室など研究科棟内の全ての施設を24時間利用可能である。企業との共同開発のため、特定の学生しか出入りできないカードロック付きのプロジェクト室なども完備している。
一般的な修士課程の大学院生は配属先の研究室で研究を行うが、本専門職大学院生はプロジェクト室で製品開発、研究、勉強会などやりたいことを決めて行う。
また、ルネサステクノロジや日産自動車、dSPACE Japanなどが提供する実習装置を、学生は教員に許可を得れば自由に使用することができる。
東芝ソリューションには、教員と学生をティーチングアシスタントとして派遣し、1年の春学期に開講される実習講義と同様の内容を提供して新入社員教育を行っている。
キャンパスは、都内高輪という周辺にICT企業やあらゆる製造業が立ち並ぶ立地であり交通アクセスは比較的良い。講義は平日18：20～21：30という夜間や土曜日9：20～16：30という時間帯にも行っている。講義の様子は全て録画され、欠席した学生は後日それを見ることが可能である。このように勤務への配慮がされているため、大学から進学した学生に加え社会人学生も多く在籍している。